# Hendrick Cornelisz. van Vliet

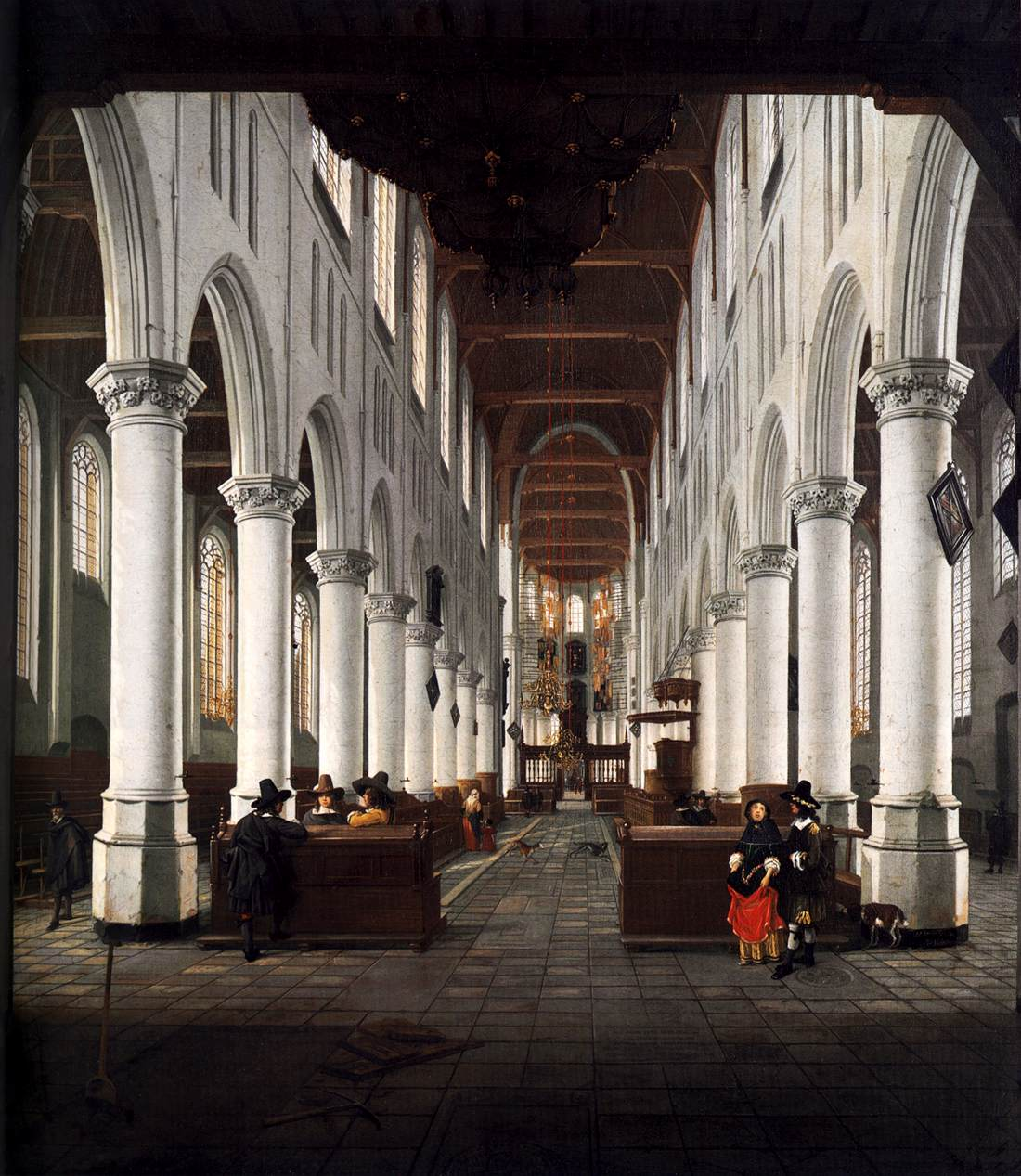
Wnętrze kościoła Nieuwe Kerk w Delfcie, 1662

Hendrick Cornelisz. van Vliet (ur. 1611/1612 w Delfcie, poch. 28 października 1675 tamże) – holenderski malarz barokowy.

## Życiorys
Jego nauczycielami byli Michiel Jansz van Mierevel i wuj Willem van der Vliet. W 1632 został członkiem gildii św. Łukasza w Delfcie.
Artysta malował początkowo portrety i sceny rodzajowe, utrzymane w tradycyjnym stylu, ok. 1650 zaczął malować wyłącznie architekturę, a w szczególności wnętrza kościołów. Tworzył pod wyraźnym wpływem Pietera Saenredama i równocześnie z innym malarzem wnętrz – Emanuelem de Witte. Malarz był związany całe życie z Delftem, zmarł w ubóstwie i został pochowany w Oude Kerk.
Prace Hendricka van Vlieta świadczą o dobrej znajomości perspektywy, cechuje je stonowana, niemal monochromatyczna kolorystyka i obecność niewielkich scen figuralnych, które podkreślają wielkość ukazywanych wnętrz i przestrzenność kompozycji. Sceny rodzajowe przedstawiane we wnętrzach kościołów mają też znaczenie symboliczne, kontrast pomiędzy nikłymi postaciami ludzi a olbrzymimi kolumnami przypomina o marności losu człowieka wobec nieskończonej wielkości Boga. Częstym motywem przewijającym się na obrazach Van Vlieta jest sylwetka grabarza drążącego grób pod posadzką kościoła, jest to jednoznaczne nawiązanie do nietrwałości ludzkiego życia i przypomnienie o zbliżającej się nieuchronnie do każdego śmierci. Szokująca z punktu widzenia współczesnego odbiorcy może być częsta obecność w XVII-wiecznych kościołach psów, które oddają mocz pod kolumnami. Był to celowy zabieg autora. W ten sposób pragnął zwrócić uwagę widza, na głupotę i brak roztropności zwierząt, które nie potrafią uszanować i zrozumieć sacrum.
Dzieła Hendricka van Vlieta eksponowane są m.in. w Rijksmuseum w Amsterdamie,  Metropolitan Museum of Art w Nowym Jorku i Muzeum Sztuk Pięknych w Lipsku.